# Estació de Guillarei
L'estació de Guillarei es troba a la parròquia de Guillarei, al municipi de Tui, província de Pontevedra, Galícia. Té serveis de mitjana i llarga distància operats per Renfe. També té funcions logísitiques.
Pertany a la línia que uneix Monforte de Lemos amb Redondela i és el punt de partida de la línia que uneix Guillarei amb Valença do Minho, a Portugal. Les dues línies són d'ample ibèric, en via única, la primera electrificada i la segona sense electrificar.

## Trens

### Mitjana Distància
| Línia | Trens            | Origen/destinació | Destinació/origen |
| ----- | ---------------- | ----------------- | ----------------- |
|       | Intercity        | Vigo              | Madrid-Chamartín  |
| 6     | Regional Express | Vigo              | Lleó              |

### Llarga Distància
| Tren                   | Origen/destinació | Parades Intermèdies | Destinació/origen | Observacions               |
| ---------------------- | ----------------- | --- | ----------------- | -------------------------- |
| Alvia                  | Pontevedra        | Vigo-Guixar · Redondela · Guillarei · Ourense-Empalme · A Gudiña · Puebla de Sanabria · Zamora · Medina del Campo · Segòvia-Guiomar · Madrid-Chamartín · Madrid-Atocha · Conca-Fernando Zóbel · Albacete · Villena AV                                                                                          | Alacant           | 1 tren setmanal per sentit |
| Alvia                  | Pontevedra        | Vigo-Guixar · Redondela · Guillarei · Ourense-Empalme · A Gudiña · Puebla de Sanabria · Zamora · Medina del Campo · Segòvia-Guiomar | Madrid-Chamartín  | 1 tren diari per sentit    |
| Intercity              | Vigo-Guixar       | Redondela · Guillarei · Ourense-Empalme · Monforte de Lemos · San Clodio-Quiroga · A Rúa-Petín · O Barco de Valdeorras · Ponferrada · Bembibre · Astorga · Lleó · Sahagún · Palència · Burgos-Rosa de Lima · Briviesca · Miranda de Ebro · Laudio                                                              | Bilbao-Abando     | 1 tren diari per sentit    |
| Trenhotel Galicia      | Vigo-Guixar       | Redondela · O Porriño · Guillarei · Ourense-Empalme · Monforte de Lemos · San Clodio-Quiroga · A Rúa-Petín · O Barco de Valdeorras · Ponferrada · Astorga · Lleó · Palència · Burgos-Rosa de Lima · Logronyo · Castejón de Ebro · Tudela de Navarra · Saragossa-Delicias · Lleida Pirineus · Camp de Tarragona | Barcelona-Sants   | 1 tren diari per sentit    |
| Trenhotel Rías Galegas | Pontevedra        | Vigo-Guixar · Redondela · O Porriño · Guillarei · Ourense-Empalme · A Gudiña · Puebla de Sanabria · Zamora · Medina del Campo · Àvila | Madrid-Chamartín  | 1 tren diari per sentit    |